# Louisa Chase
Louisa Lizbeth Chase (* 18. März 1951 in Panama-Stadt; † 8. Mai 2016 in East Hampton (New York)) war eine US-amerikanische neoexpressionistische Malerin und Drucktechnikerin.

## Leben
Chase wurde 1951 in Panama-Stadt in Panama geboren und wuchs in Lancaster (Pennsylvania) auf. Sie erwarb 1973 ihren Bachelor of Fine Arts in Drucktechnik an der Syracuse University und 1975 ihren Master of Fine Arts in Bildender Kunst an der Yale University School of Art in New Haven (Connecticut). Im Jahr ihres Abschlusses hatte sie ihre erste Ausstellung in New York City in der alternativen Galerie „Artists Space“.
Von 1975 bis 1979 lehrte sie Malerei an der Rhode Island School of Design und von 1980 bis 1982 an der School of Visual Arts. Weiter war sie Stipendiatin des National Endowment for the Arts.
1984 stellte sie auf der Biennale di Venezia aus. Zu ihren Einzelausstellungen gehören u. a.: die Brooke Alexander Gallery (1989), The Texas Gallery in Houston (1987) und die Galerie Inge Baker in Köln (1983).
Weitere Einzelausstellungen hatte sie im Institute of Contemporary Art in Boston, im Madison Art Center in Wisconsin und im Contemporary Museum in Baltimore. Ihre Arbeiten waren in Gruppenausstellungen im New Museum, im Whitney Museum, im Kunstmuseum der Rhode Island School of Design, im San Francisco Museum of Modern Art, im Los Angeles County Museum of Art und im Brooklyn Museum zu sehen.
Ihre Werke befinden sich in den Sammlungen des Museum of Modern Art, dem Metropolitan Museum of Art, dem Whitney Museum of American Art, der Corcoran Gallery of Art, der Library of Congress, dem Minneapolis Institute of Arts, dem Walker Art Center, dem Mount Holyoke College Art Museum, dem Syracuse University Art Museum, dem Denver Art Museum, dem Chazen Museum of Art sowie dem Madison Museum of Contemporary Art.
Chase lebte in Sag Harbor, New York. Sie starb am 8. Mai 2016 in East Hampton, New York im Alter von 65 Jahren.

## Kunst
Louisa Chase ist bekannt für ihre Verwendung schematisch gezeichneter Körperteile (z. B. in Form von Händen, Füßen, Torsi) und Landschaftselementen, die sie einzeln oder kombiniert einsetzte.
Sie verwendete eine leuchtende Farbpalette und geometrische Formen, wobei sie bei ihren Werken besonders auf die Pinselstriche und vorhandene Strukturen im Holz achtete. Chase’s Werk zeigt Einflüsse des „New Image Painting“ und des Neoexpressionismus.
In ihren Gemälden stehen sich oft beunruhigende Bilder und Leichtigkeit oder sogar Humor gegenüber. „Wenn sie bevölkert sind, werden ihre Ortsfragmente von Teilfiguren bewohnt: Torsi, Hände, Füße. Sie schweben oder fallen oder ertrinken oder werden in den Himmel gehoben“. Im Kontrast dazu stehen der cartoonhafte Stil, mit dem sie diese Körperteile symbolisiert, die vielen energischen Pinselstriche und die kräftigen Farben, die sie verwendet.

## Ausstellungen
- 1975: Artists Space, New York[11]
- 1979: Chase's work “Tears, Ocean II” part of Painting: The Eighties at NYU[4]
- 1985: New Currents: Louisa Chase. Institute of Contemporary Art, Boston[11]
- 1996: Madison Art Center
- 2008: Goya Contemporary & Goya–Girl Press in Baltimore, Maryland[12]

## Werke und Veröffentlichungen
- Mit Ann Lauterbach, Claudia Cohen, Grenfell Press, Grenfell Press Collection (Library of Congress):  Sacred Weather, [New York] : Grenfell Press, 1984. OCLC 11367485
- Mit Ted Holland, Andrew J Saluti, Hirschl & Adler Galleries: Louisa Chase : force field, September 12 – October 18, 2019, New York : Hirschl & Adler, 2019. OCLC 1119724823
- Louisa Chase: Louisa Chase. Robert Miller Gallery, New York, N.Y. 1982 (englisch).
- Louisa Chase, Michael Salcman: Louisa Chase : New Paintings. Contemporary Museum, Baltimore, Md. 2003 (englisch).
- Gregory Amenoff, Susan Tallman: Contemporary Woodblock Prints: Gregory Amenoff, Richard Bosman, Louisa Chase … Jersey City Museum, Jersey City, N.J. 1989 (englisch).
- Nancy Arlen, Rudy Heintz, Louisa Chase: New Work/New York. New Museum, New York, N.Y. 1980 (englisch).